# Tazalt
Tazalt (auch Tazelt) ist ein verwaltungsmäßig zur Landgemeinde (commune rurale) Talat N’Yaaqoub in der marokkanischen Provinz Al Haouz in der Region Marrakesch-Safi im Hohen Atlas gehörendes Berberdorf (douar) mit etwa 500 Einwohnern.

## Lage und Klima
Tazalt liegt auf einer etwa 1400 m hoch gelegenen Anhöhe oberhalb eines nur im Winter und Frühjahr wasserführenden Gebirgsflusses, einem Nebenfluss des Oued Nfiss, etwa 110 km (Fahrtstrecke) südwestlich von Marrakesch. Der Ort Tinmal mit seiner almohadischen Moschee befindet sich nur wenige Kilometer nordöstlich an der R203. Das Klima ist wegen der Höhenlage eher gemäßigt; auch Nachtfröste kommen vor.

## Bevölkerung
Die ortsansässige Bevölkerung besteht nahezu ausschließlich aus Berbern vom Stamm der Goundafa. Man spricht den regionalen Berberdialekt aber auch Marokkanisches Arabisch und ein wenig Französisch.

## Wirtschaft
Bis weit ins 20. Jahrhundert hinein lebten die Bewohner der Bergoase als Selbstversorger von der Landwirtschaft, zu der auch die Viehzucht (Schafe, Ziegen, Hühner) gehörte; auch Kleinhandel und Handwerk spielten eine gewisse Rolle. Nach verminderten oder vollständig ausgebliebenen Regenfällen in den 1970er und 1980er Jahren sind viele Männer in die Städte des Nordens abgewandert und unterstützen ihre daheimgebliebenen Familien mit Geldtransferleistungen; gleichzeitig haben die Einnahmen aus dem Trekking- und Wandertourismus im Gebiet des Hohen Atlas eine nicht unwesentliche Bedeutung für die wirtschaftliche Gesamtsituation der Region erlangt.

## Geschichte
Mangels schriftlicher Aufzeichnungen ist über die ältere Geschichte des Ortes so gut wie nichts bekannt. Der im 19. Jahrhundert ins Nfiss-Tal zugewanderte Stamm der Goundafa kooperierte mit den französischen Kolonialherren und bildete ein regionales Gegengewicht zum überregionalen Machtanspruch Thami El Glaouis.

## Sehenswürdigkeiten
- Spektakulär ist die Kulisse der umliegenden Berglandschaft, die auch auf Trekkingtouren erwandert werden kann.
- Die alten, mit Steinen durchsetzten Stampflehmhäuser des Ortes sind größtenteils durch Bauten aus Hohlblockziegeln mit Decken und Treppen aus Beton ersetzt worden.